# Grüne Trinkbrunnen (München)

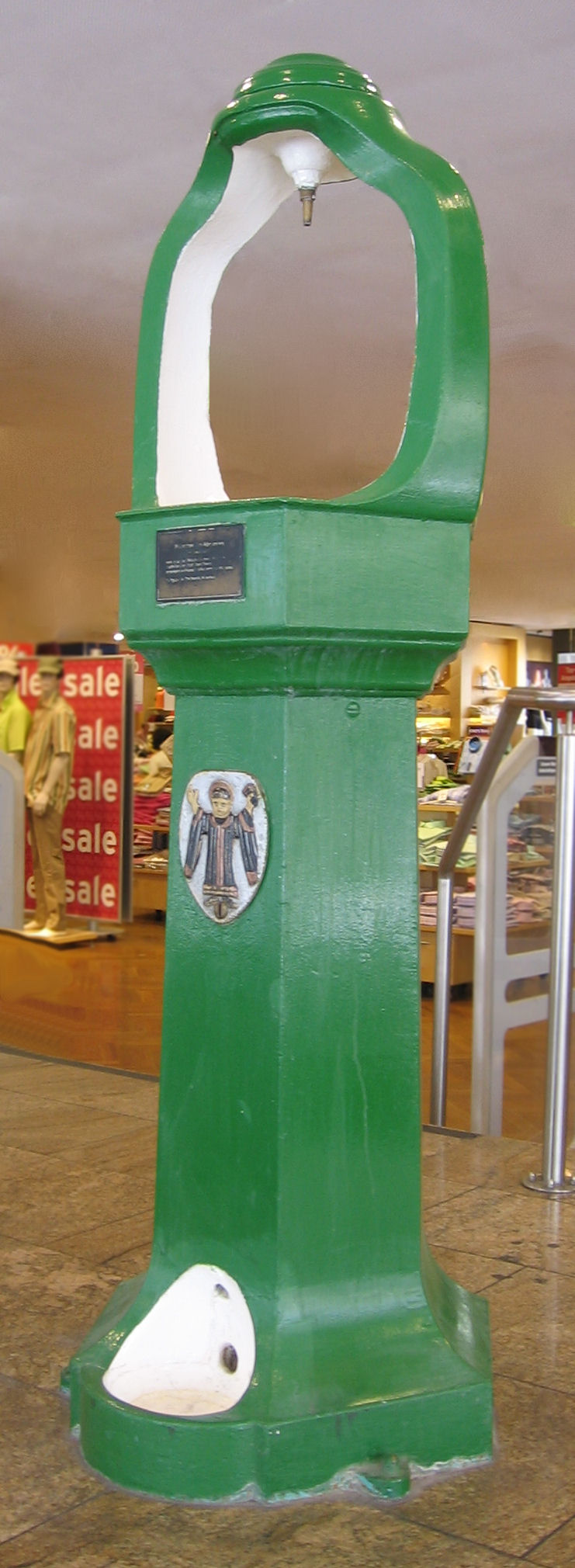
Im Jahr 2006 im Kaufhaus Hertie ausgestellter Trinkbrunnen

Die Grünen Trinkbrunnen sind ein vom damaligen Vorstand des Stadterweiterungsbüros und späteren Leiter des städtischen Bauamts Wilhelm Bertsch (1865–1916) und dem Bildhauer Ernst Pfeifer (1862–1948) für die damalige königliche Haupt- und Residenzstadt (jetzt: Landeshauptstadt) München ab dem Jahr 1900 entwickelter Typus von gusseisernen Trinkbrunnen, die an verschiedenen Stellen der Stadt aufgestellt wurden.

## Beschreibung

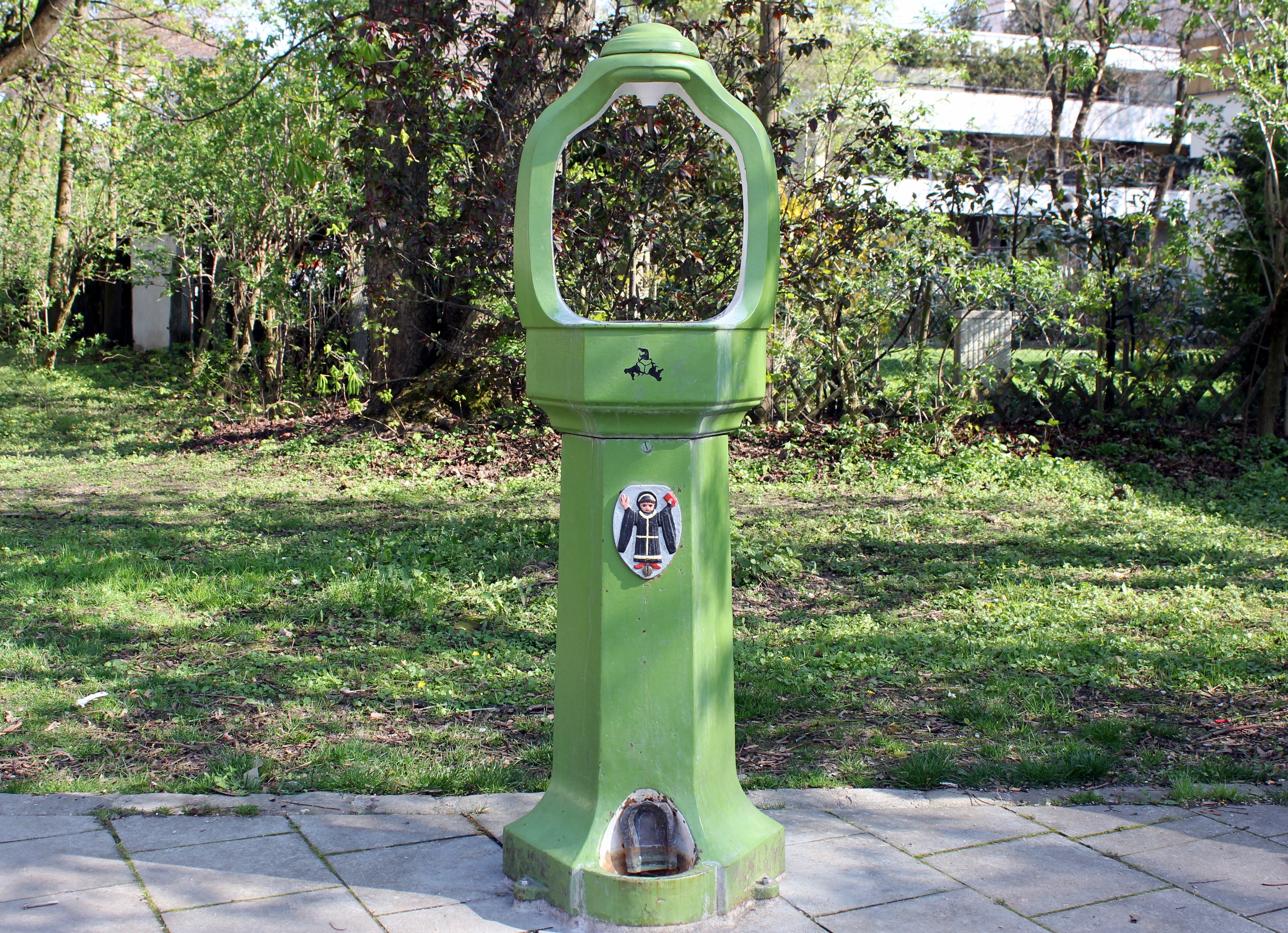
Trinkbrunnen am Grünen Markt (Berg am Laim), 2014 neu aufgestellt

Die Trinkbrunnen stehen auf einer sechseckigen, meist glatten, in wenigen Fällen verzierten Säule und werden von einem gusseisernen Oval bekrönt, aus dessen Scheitel ein Wasserstrahl in das darunter liegende runde Becken fließt. Sie tragen das farbig angelegte kleine Münchner Stadtwappen. Ursprünglich war ein Trinkbecher beigefügt. Am Fuß ist in der Regel ein Trinkbecken für Hunde angebracht.

## Standorte
Von den Grünen Trinkbrunnen sind mindestens noch neun erhalten und werden bis auf die in der Brienner Straße und in der Kleingartenanlage SW 12 von der Landeshauptstadt München – Baureferat – betreut. In Einzelfällen handelt es sich um Rekonstruktionen.
Erhalten sind:

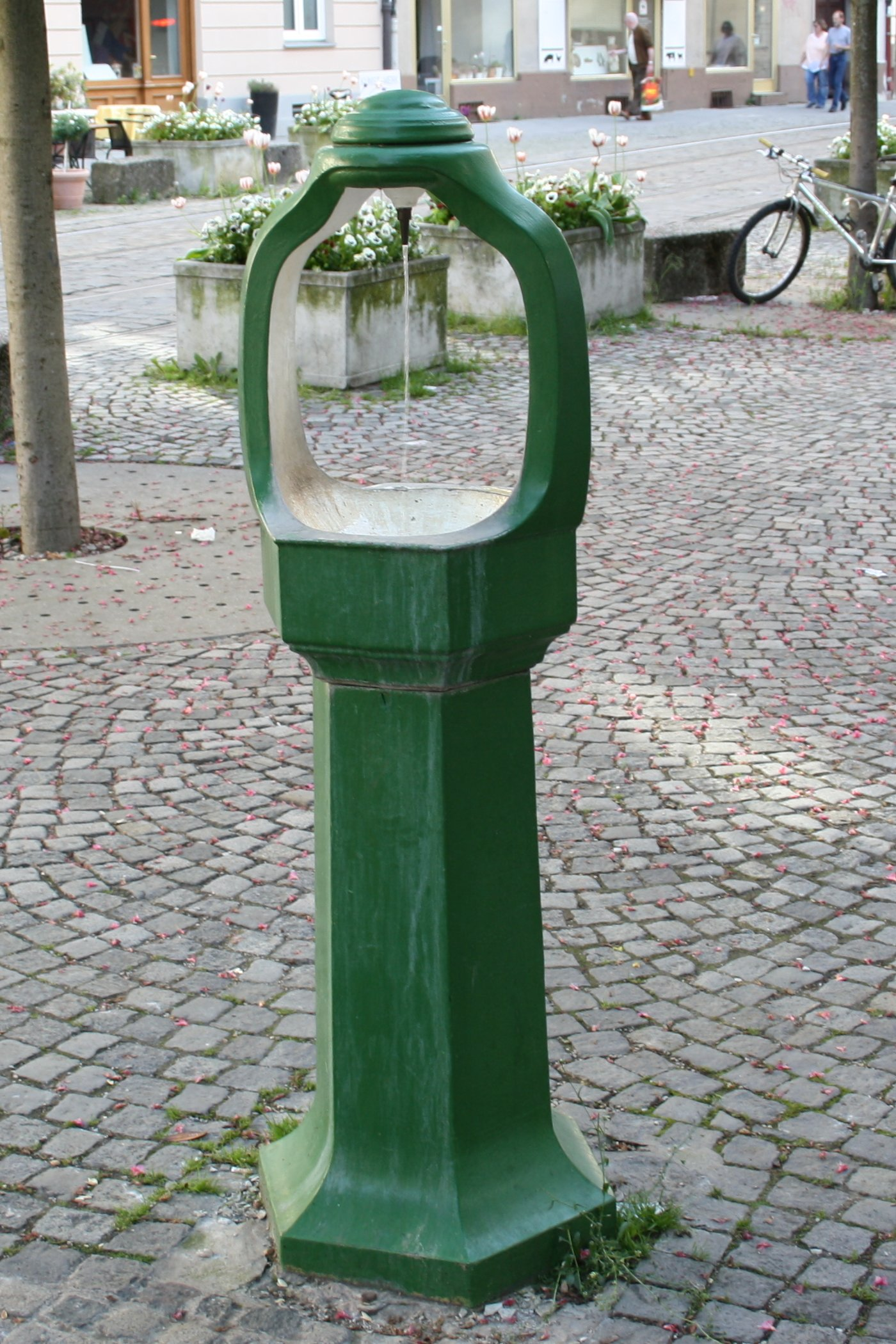
Brunnen auf dem Genoveva-Schauer-Platz

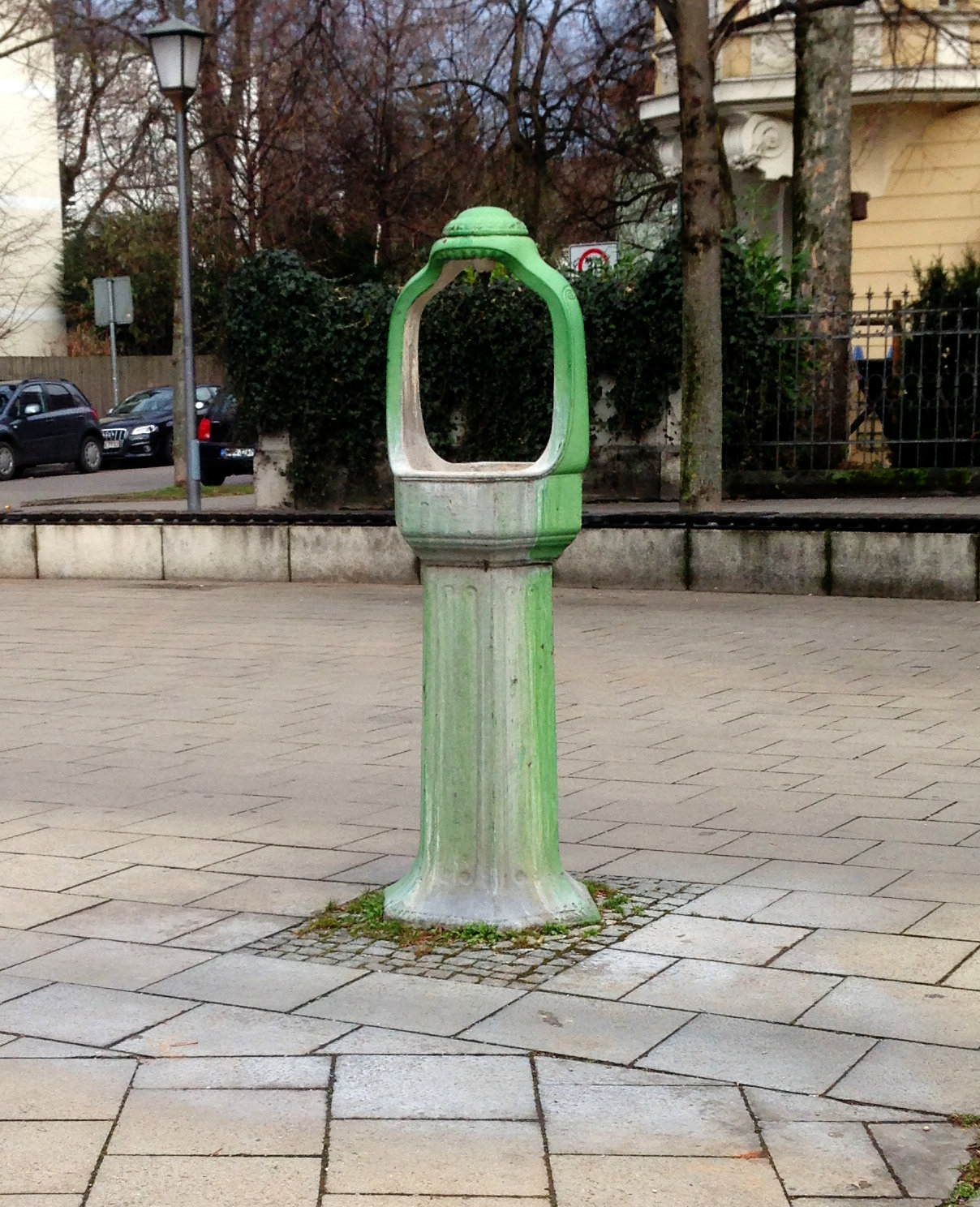
Brunnen Nymphenburger Straße

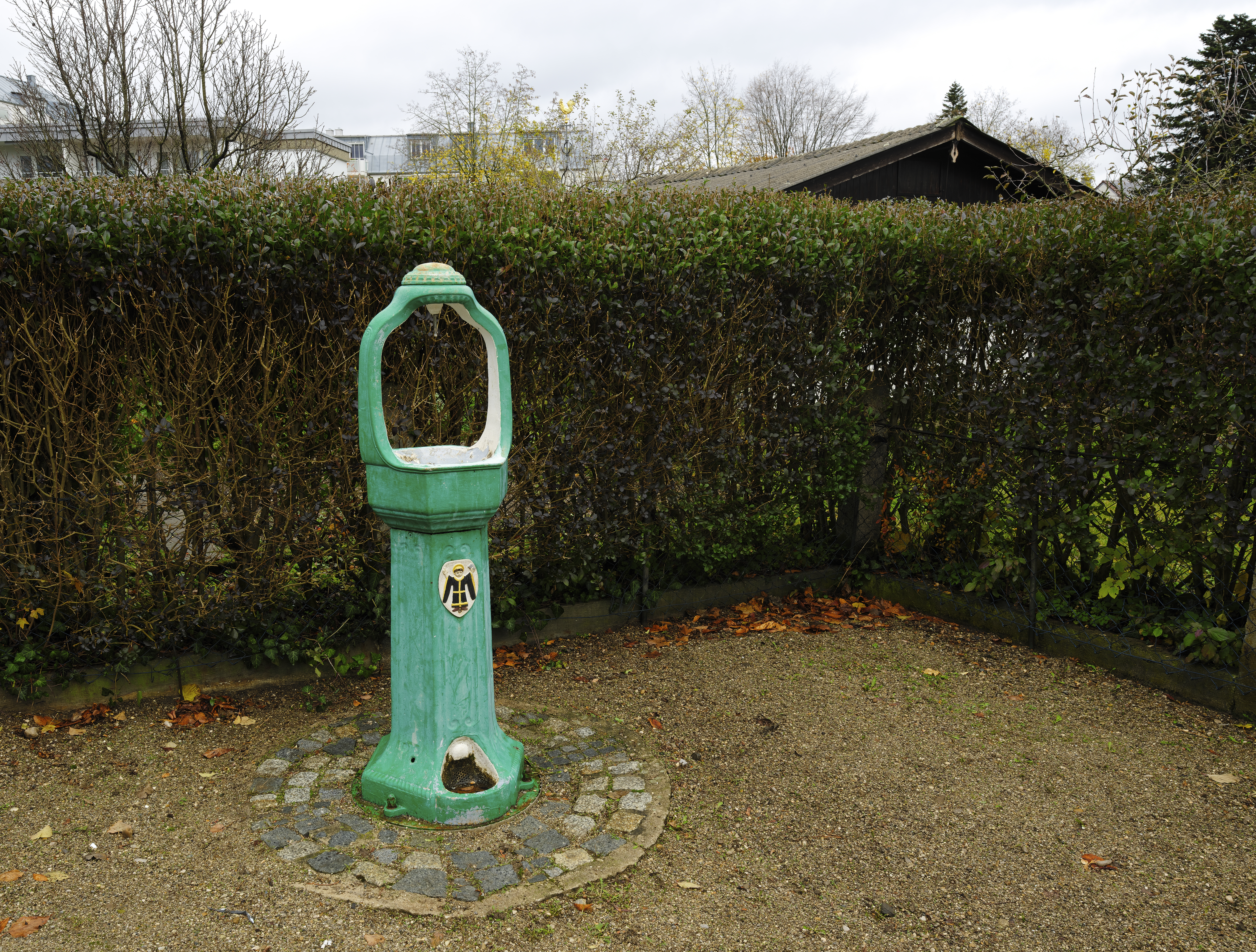
Brunnen in der Kleingartenanlage Süd-West 12

- Grüner Städtischer Trinkbrunnen, Au, Nockherstraße 12, Ecke Taubenstraße, 1977 neu aufgestellt (Standort: 48° 7′ 17.36″ N, 11° 34′ 48.82″ E)
- Grüner Städtischer Trinkbrunnen, Berg am Laim/Baumkirchen, Grüner Markt (Baumkirchner Str. 23), 2014 rekonstruiert und hier aufgestellt (Standort: 48° 7′ 45.08″ N, 11° 37′ 53.62″ E)
- Grüner Städtischer Trinkbrunnen im Flaucher (Freizeitanlage), 1906 oder 1911 (Standort: 48° 6′ 33.19″ N, 11° 33′ 25.2″ E)
- Grüner Städtischer Trinkbrunnen, Giesing, St.-Martins-Platz, 1926 (Standort: 48° 7′ 0.53″ N, 11° 35′ 16.83″ E)
- Grüner Städtischer Trinkbrunnen, Haidhausen, Genoveva-Schauer-Platz (Milch-/Steinstraße), 1908 (Standort: 48° 7′ 51.85″ N, 11° 35′ 47.72″ E), zur BUGA 2005 zeitweise vergoldet
- Grüner Trinkbrunnen, Maxvorstadt, Brienner Straße 52 (Elektrogeschäft Zausinger) (Standort: 48° 8′ 52.08″ N, 11° 33′ 34.94″ E)
- Grüner Städtischer Trinkbrunnen, Nymphenburg, Nymphenburger-/Ecke Waisenhausstraße (Säule abweichend),  1911 (Standort: 48° 9′ 23.26″ N, 11° 31′ 53.34″ E)
- Grüner Städtischer Trinkbrunnen, Schwabing, Luitpoldpark, Brunnerstraße 2, 1911 (Standort: 48° 10′ 7.86″ N, 11° 34′ 3.04″ E)
- Grüner Trinkbrunnen am Eduard-Stadler-Winkel in Sendling (Kleingartenanlage Süd-West 12), 2014 erneuert (Standort: ungefähr 48° 7′ 39.68″ N, 11° 30′ 54.07″ E)

Zwei weitere Trinkbrunnen sollen beim ehemaligen Kaufhaus Hertie am Hauptbahnhof und in Weyarn existieren.

## Ehemalige Standorte
München Wiki nennt unter Bezugnahme auf die Henle-Brunnenliste 1911 und Bistritzki 1977 folgende ehemalige Standorte:
- Baldeplatz/Ecke Auenstraße (1909)
- Bavariaring gegenüber der Stielerschule (1911)
- Kapuzinerplatz/Ecke Häberlstraße (1909)
- Karl-Theodor-Straße am Luitpoldpark (1911)
- Maximilianstraße, Grünanlage vor dem Regierungsgebäude (1911)
- Theresienhöhe vor Halle 3 (1908)
- Eintrachtstraße/Spitzingplatz (1927)